# Arachnura logio
Arachnura logio  (лат.) — вид аранеоморфных пауков рода Arachnura из семейства пауков-кругопрядов.
Вид распространён в Китае и Японии. Встречается на окраинах лесов, в просеках, редколесье, садах.
Длина тела самцов составляет 2 мм, а самки - 16 мм. Окраска колеблется от кремового до коричневого цвета. Крошечный самец не имеет хвост. Самки имеют хвост, похожий на хвост скорпиона, но не имеет на нём ядовитых желез.
Охотится на летающих насекомых. Во время размножения самка формирует по 6—8 яйцевых мешков из коричневого шёлка. В каждый мешок откладывает по 50—60 яиц.